# Sirenobethylus charybdis
Sirenobethylus charybdis (лат.) — ископаемый вид ос, единственный в составе рода †Sirenobethylus и семейства †Sirenobethylidae из надсемейства Chrysidoidea (Hymenoptera). Меловой бирманский янтарь. Имеют уникальный брюшной хватательный аппарат.

## Этимология
Родовое название Sirenobethylus представляет собой сочетание греческого «sireno-», означающего «женские человекоподобные существа с манящими голосами в греческой мифологии», и «bethylus», от номинального рода Bethylidae. «Sireno-» также является отсылкой к млекопитающим сиренам (Sirenia), так как «хвост» осы в брюшной части напоминает хвост ламантина. Видовое название S. charybdisотносится к Харибде, морскому чудовищу в греческой мифологии, которое попеременно глотало и извергало обильные объёмы морской воды три раза в день.

## Описание
Мелкие осы. Голова гипогнатная, с медиальной линией на темени. Антенна с девятью члениками жгутиками, места прикрепления антенн простые, близки к заднему краю наличника; наличник выступающий и острый в боковом виде, слабо выпуклый; мандибулы с четырьмя апикальными зубцами вдоль усечённого апикального края; затылочный киль отчётливый, полный. Проплеврон не виден при дорсальном виде; простернум маленький, ромбовидный; нотаули присутствуют. Самка макроптерная. Второй брюшной (первый метасомальный) сегмент в дорсальном виде с угловатыми переднебоковыми углами; тергит 7 длиннее ширины, заметно более узкий, чем остальные тергиты; стернит 6 шире других стернитов, латерально расширен дистально, лопастевидный, выступает назад, задний край вогнут, с десятком очень длинных, тонких волосков; на дорсальной поверхности стернита 6 много толстых шипов. Стернит 7 со срединной частью, вмещающей валик яйцеклада, дорсально и двумя боковыми частями, изогнутыми наружу перед приближением к срединной части дистально; срединная и боковые части стернита 7 разделены слабо склеротизованными участками. Оболочка (ножны) жала по обе стороны от жала, очевидно, короче жала.

## Систематика
Вид был впервые описан в 2025 году китайскими палеоэнтомологами по материалам из мелового бирманский янтаря, выделен в отдельные монотипические род †Sirenobethylus и семейство †Sirenobethylidae из надсемейства Chrysidoidea. Новый род легко отнести к жалящим перепончатокрылым (Aculeata) благодаря скрытым задним брюшным сегментам и яйцекладущему аппарату. У †Sirenobethylus 9 члеников жгутика и переднее крыло с 8 закрытыми ячейками, что отличается от надсемейства Vespoidea sensu lato и Apoidea (антенна с 10 члеников жгутика у самок, а переднее крыло обычно имеет 10 или 9 закрытых ячеек). Поэтому †Sirenobethylus, вероятно, принадлежит к надсемейству Chrysidoidea. Фоссилии †Sirenobethylus демонстрируют уникальные морфологические модификации на конце брюшка, состоящие из трёх створок, образованных модифицированными стернумом 6, тергумом и стернумом 7; нижняя створка, образованная стернумом 6, сохранилась в разных положениях относительно других створок у разных экземпляров, что указывает на то, что они образуют некий хватательный аппарат. Ничего подобного не известно ни у одного другого насекомого; округлый брюшной аппарат в сочетании с волосками по краям напоминает венерианскую мухоловку. Филогенетический анализ позволяет предположить, что новое семейство представляет собой отдельную кладу, близкую к основанию филогенетического дерева Chrysidoidea. †Sirenobethylus, вероятно, был коинобионтной паразитоидной осой; брюшной хватательный аппарат мог использоваться для временного обездвиживания хозяина во время яйцекладки.

## Распространение
Мьянма, меловой бирманский янтарь. Голотип представлен самкой (CNU-HYM-MA-2015124).